# Heinemannia
Heinemannia é um gênero de traça pertencente à família Agonoxenidae.